# 青山發電
青山發電有限公司，簡稱青電，是由中電控股有限公司（中電，佔70%權益）及南方電網國際香港公司（南方電網，佔30%權益）合營的公司，其擁有三間發電廠，分別是青山發電廠（3,058兆瓦）、龍鼓灘發電廠（3,850兆瓦）和竹篙灣發電廠（300兆瓦），並由中電控股全資附屬的中華電力負責營運，負責供應九龍、新界及大部份離島的電力。
此公司於1981年成立，原先僅為青山發電廠B廠的項目公司。及後，同系半島電力及九龍發電，均於1992年4月2日起併入青山發電，至此中電所有發電廠均由此公司持有。
2013年11月19日，中電控股旗下全資附屬中華電力將與南方電網國際香港公司收購埃克森美孚能源所持的香港青山發電有限公司60%股權，各自收購一半權益，作價均為120億元 。此外，中電又與埃克森美孚能源達成另一協議，單獨收購由其持有的香港抽水蓄能發展（港蓄發）51%權益，作價現金20億元。兩項收購完成後，中電將擁有青山發電70%股權及港蓄發100%股權。